# Fantozzi (romanzo)
(Commento dell'autore su Fantozzi)
Fantozzi è un libro scritto da Paolo Villaggio, pubblicato a Milano nel 1971 da Rizzoli Editore.
Frutto della raccolta di una serie di racconti pubblicati da Villaggio negli anni precedenti su l'Europeo, è il romanzo che ha reso celebre il personaggio di Ugo Fantozzi, poi interpretato dallo stesso Villaggio nella serie di film lanciata dal 1975.
Il libro si divide in quattro capitoli: Fantozzi di primavera, Fantozzi d'estate, Fantozzi d'autunno e Fantozzi d'inverno, che a loro volta contengono una raccolta di capitoletti in cui sono descritte le tragicomiche avventure del ragionier Fantozzi e del suo amico e collega ragionier Fracchia (che verrà sostituito nel terzo libro da Silvio Filini).
Nel 1975, dopo la pubblicazione di Il secondo tragico libro di Fantozzi (1974), Paolo Villaggio interpreterà il personaggio del buffo ragioniere in Fantozzi, diretto da Luciano Salce. Si tratta del film più famoso della saga assieme a Il secondo tragico Fantozzi (1976), sempre diretto da Salce e interpretato da Villaggio.

## Trama
Modesto ragioniere di una grande Megaditta gestita da potenti Duca-Conti e Mega-Direttori Galattici, Fantozzi è un uomo di mezza età inetto e dal carattere succube e plagiabile, sempre vittima di disgrazie da cui si lascia sopraffare sul posto di lavoro come nel quotidiano. Anche a casa Fantozzi, oltre a superare lo shock del lavoro, deve prepararsi ad affrontare l'incontro con la moglie Pina, una donna stanca e sciatta (definita un curioso animale domestico) e la figlia Mariangela, una bambina talmente brutta che spesso i colleghi di lavoro scambiano per una bertuccia.
Nel libro Fantozzi partecipa a numerose e tragiche uscite, vacanze ed escursioni. Oltre a ciò Fantozzi è costretto a compiere azioni umilianti e disonorevoli per la gioia e il piacere dei suoi crudeli superiori e specialmente per il volere della signorina Silvani.

## Personaggi
- Ugo Fantozzi: è lo sfortunato protagonista del racconto, ragioniere dell'ufficio sinistri della MegaDitta "Italpetrolcemetermotessilfarmometalchimica" in cui è lo zimbello di tutti ed è considerato il più servile e sottoposto dai terribili capi dell'azienda. È solito cacciarsi in situazioni spiacevoli o surreali. Sposato con una donna che rinnega e padre di una figlia bruttissima, ama follemente una sua collega di lavoro, la signorina Silvani, ed è amico di un ragioniere con cui è protagonista di molte avventure. Interpretato nella saga cinematografica da Paolo Villaggio.
- Pina Fantozzi: è la storica moglie del ragionier Fantozzi che ama follemente e per cui è disposta a tutto. Madre affettuosa di Mariangela e nemica acerrima della signorina Silvani, sua rivale in amore. Subirà diverse crisi matrimoniali con Ugo che però non abbandonerà mai. Interpretata nella saga cinematografica da Liù Bosisio e Milena Vukotic.
- Mariangela Fantozzi: è la bruttissima figlia di Ugo e Pina Fantozzi, molto somigliante ad una scimmia che viene rifiutata dal padre proprio per la sua bruttezza. Mariangela crescerà in fretta e subirà una gravidanza non voluta per mano di un uomo crudele che la stuprerà. Troverà la felicità sposandosi con Piero Bongo, un uomo dall'aspetto di scimpanzé. Interpretata nella saga cinematografica da Plinio Fernando.
- Fracchia: collega di Fantozzi, è il suo migliore amico e compagno di avventure, noto come organizzatore di tutte le feste, le gite e le manifestazioni aziendali; Fracchia è un uomo estremamente miope che per questo subisce molte prese in giro proprio come Ugo. Nella saga cinematografica il suo personaggio diventa il ragioniere Filini, pur mantenendo le stesse caratteristiche, interpretato da Gigi Reder. Quanto al cognome Fracchia, esso costituiva già una sorta di alter-ego fantozziano, tale Giandomenico Fracchia, personaggio bipolare eternamente sospeso tra sottomissione e rabbia repressa, anch'esso interpretato da Villaggio, dapprima in TV, poi nel film "Fracchia e la belva umana".

- Ragionier Filini: personaggio marginale del libro, al punto che nelle versioni cinematografiche nessuno dei personaggi presenta le sue caratteristiche, e solamente il suo cognome sarà mutuato per assumere quelle di Fracchia.
- Signorina Silvani: è il sogno amoroso di Fantozzi. Sua collega di lavoro da sempre, la Silvani subisce sempre una spietata e decisa corte da parte del ragioniere che però finisce sempre o con il recarle danno o con farla finire fra le braccia di un altro. Si sposa con il geometra Calboni, ma il matrimonio dura poco e la Silvani esce dall'unione molto più cinica e spregiudicata e con in aggiunta un accento romanesco. Interpretata nella saga cinematografica da Anna Mazzamauro.
- Geometra Calboni: è un perfido e vanitoso collega di Fantozzi dal carattere ruffiano ed arrivista, arrogante contro Fantozzi e servile verso la dirigenza. Il geometra riesce a sposare la Silvani, amore impossibile di Fantozzi, ma il matrimonio dura poco a causa dei continui tradimenti di lui. Interpretato nella saga cinematografica da Giuseppe Anatrelli e Riccardo Garrone.
- Mega direttore galattico Duca Conte Balabam: spietato leader e capo della megaditta che nessuno degli impiegati ha mai visto di persona ma che compare a Fantozzi per punirlo. È uno spietato uomo capitalista che adora sfruttare i suoi dipendenti e che denomina sempre Fantozzi come "Fantocci la merdaccia". Interpretato da Paolo Paoloni, Camillo Milli, Luc Merenda e Paul Müller.
- Contessa Pia Serbelloni Mazzanti Vien Dal Mare: è una delle maggiori azioniste della Mega ditta e l'incubo di Fantozzi e Filini, ossia le prede preferite del suo terribile cane Ivan il terribile XXXII, la contessa rappresenta l'antica aristocrazia annoiata e moralista dell'Ottocento. Interpretata nella saga cinematografica da Nietta Zocchi ed Evelina Gori.
- Nuvola degli impiegati: è la nuvola che insegue gli impiegati della Mega ditta e che li perseguita durante le loro disavventure.

## La lingua di Fantozzi
Paolo Villaggio scrisse il libro (come gli altri sul personaggio di Fantozzi) alterando la lingua italiana. La grammatica è in più tratti volutamente scorretta e gran parte delle composizioni di parole è grossolana o surreale.
Infatti Villaggio, creando il mondo surreale e grottesco di Fantozzi, volle caratterizzarlo anche con una lingua propria, una storpiatura dell'italiano corretto. Elemento che spicca tra i periodi contorti è l'uso platealmente errato del congiuntivo (come "batti", "dichi", "facci", "venghi"...), ripreso ingigantendolo dall'usanza diffusa tra le classi operaie genovesi dell'epoca, e anche il continuo uso di "Lui" quando Villaggio, iniziando un periodo, mette Fantozzi come soggetto.

## Elenco dei racconti

### Fantozzi primavera
- Fantozzi va a passeggio con la signorina Silvani
- Fantozzi va in palestra
- Cura dimagrante per Fantozzi
- La volta che Fantozzi andò a cavallo
- Il giorno che Fantozzi visitò la Fiera di Milano
- Fantozzi si occupa di relazioni pubbliche
- Fantozzi chiede l'indennità di volo
- La volta che Fantozzi giocò a bocce
- Fantozzi va alla festa della contessa Serbelloni Mazzanti Vien dal Mare
- Fantozzi e Fracchia al ballo mascherato
- Fantozzi va dal sarto in Transilvania

### Fantozzi estate
- Fantozzi e il campeggio
- Fantozzi e la gita in barca
- Fantozzi va a i bagni
- Fantozzi va a pescare
- Fantozzi in treno
- Fantozzi va in ferie
- Meravigliosa vacanza a prezzi popolari!
- Fantozzi va in crociera

### Fantozzi autunno
- Il Rag. Marlocchio ha chiuso le olimpiadi
- Fantozzi e l'apertura della caccia
- Quando Fantozzi prese il tram al volo
- Fantozzi al ristorante
- Fantozzi si dà al tennis
- La sfida calcistica tra quarantenni
- Fantozzi a Parigi
- La volta che Fantozzi visitò le grotte di Postumia
- Invito in società

### Fantozzi inverno
- Fantozzi in vagone-letto
- Fantozzi va al ballo della Contessa Serbelloni Mazzanti Vien dal Mare
- Fantozzi va a un funerale mondano
- Fantozzi va al teatro con i biglietti omaggio
- Fantozzi va al Circo di Mosca
- Fantozzi compra l'Enciclopedia Britannica
- Fantozzi e il gioco del calcio nei suoi racconti
- Fantozzi sul treno dei ricchi
- Fantozzi invade un campo di calcio
- Fantozzi e lo sci
- A lei famiglia gli auguri di Fantozzi
- Fantozzi fa gli acquisti di Natale
- Fantozzi al veglione di capodanno

## Romanzi di Fantozzi
- Paolo Villaggio, Fantozzi, Milano, Rizzoli, 1971.
- Paolo Villaggio, Il secondo tragico libro di Fantozzi, Milano, Rizzoli, 1974.
- Paolo Villaggio, Le lettere di Fantozzi, Milano, Rizzoli, 1976.
- Paolo Villaggio, Fantozzi contro tutti, Milano, Rizzoli, 1979.
- Paolo Villaggio, Fantozzi subisce ancora, Milano, Rizzoli, 1983.
- Paolo Villaggio, Caro direttore, ci scrivo... : lettere del tragico ragioniere, raccolte da Paolo Villaggio, Milano, Mondadori, 1993.
- Paolo Villaggio, Fantozzi saluta e se ne va: le ultime lettere del rag. Ugo Fantozzi, Milano, Mondadori, 1994.
- Paolo Villaggio, Tragica vita del ragionier Fantozzi, Milano, Mondadori, 2012.
- Paolo Villaggio, Fantozzi l'audiolibro inedito, Roma, Volume Audiobooks, 2016.